# Inselratten
Die Inselratten oder Roten Waldratten (Nesomys) sind eine Nagetiergattung aus der Gruppe der Madagaskar-Ratten (Nesomyinae). Die drei Arten dieser Gattung sind auf Madagaskar endemisch.
Das lange, weiche Fell dieser Tiere ist an der Oberseite rotbraun gefärbt, die Flanken und die Beine sind rot, während die Kehle und der Bauch weiß gefärbt sind. Die hinteren Gliedmaßen sind im Vergleich zu anderen Mäuseartigen relativ lang und die drei mittleren Zehen sind vergrößert, was auf eine zumindest teilweise hüpfende Lebensweise hindeutet. Inselratten erreichen eine Kopf-Rumpf-Länge von 16 bis 23 Zentimeter, eine Schwanzlänge von 15 bis 19 Zentimeter und ein Gewicht von 150 bis 225 Gramm.
Lebensraum dieser Tiere sind tropische Regenwälder vom Meeresspiegel bis in die Nebelwälder auf 2300 Metern Höhe. Sie sind tag- und dämmerungsaktiv und ausschließlich bodenbewohnend. Zur Ruhe ziehen sie sich in Erdbaue zurück, die mehrere Eingänge haben können und mit Pflanzenmaterial ausgekleidet werden. Sie sind territorial, aber dennoch können sich die je nach Art zwischen 0,4 und 1,4 Hektar großen Reviere überlappen.
Es werden drei Arten unterschieden:
- Die Rote Madagassische Inselratte (Nesomys rufus) lebt eher in höhergelegenen Lagen im nördlichen und östlichen Madagaskar.
- Die Audebert-Inselratte (Nesomys audeberti) ist im Osten der Insel beheimatet.
- Die Lamberton-Inselratte (Nesomys lambertoni) lebt an der Westküste Madagaskars.